# اندیس کوتان
کوتان یک اندیس فلزی است که در حوالی شهر خاش استان سیستان و بلوچستان قرار دارد و مادهٔ معدنی موجود در آن، طلا است.  